# كريس ويدج
كريس ويدج (بالإنجليزية: Chris Wedge)‏ مخرج أفلام رسوم متحركة وممثل صوت أمريكي (ولد في 20 مارس 1957), كريس عضو مؤسس ونائب الرئيس الإبداعي في إستديوهات بلو سكاي من أشهر أعماله (آيس إيج - روبورتات).

## حياته
ولد كريس في بينجهامتون نيويورك, أصبح مهتما بالرسوم المتحركة وعمره لم يتجاوز 12 عاما.

تخرج كريس من الثانوية عام 1975, حصل على بكالوريوس من جامعة ولاية نيويورك في الصيرفه عام 1981، وحصل بعد ذلك على درجة الماجستير في رسومات الحاسوب والتربية الفنية في جامعة ولاية أوهايو, درس الرسوم المتحركة في كلية الفنون البصرية في مدينة نيويورك.

## أفلامه[8]
مدير
- 1998: الأرنب(فيلم)
- 2002: العصر الجليدي(فيلم)
- 2005: الروبوتات
- 2013: ملحمة : معركة سرية المملكة
- 2017: سيارة الوحش (Monster Trucks)

منتج
- 2006: العصر الجليدي 2
- 2008: هورتون
- 2009 : العصر الجليدي 3

ممثل
- 2002: العصر الجليدي
- 2005: عمتي
- 2006: العصر الجليدي 2
- 2009: العصر الجليدي 3
- 2016: العصر الجليدي 5

## روابط خارجية
- كريس ويدج على موقع IMDb (الإنجليزية)
- كريس ويدج على موقع ألو سيني (الفرنسية)
- كريس ويدج على موقع ميوزك برينز (الإنجليزية)
- كريس ويدج على موقع أول موفي (الإنجليزية)
- كريس ويدج على موقع بوكس أوفيس موجو (الإنجليزية)
- كريس ويدج على موقع قاعدة بيانات الأفلام السويدية (السويدية)
- كريس ويدج على موقع قاعدة بيانات الفيلم (الإنجليزية)
- كريس ويدج على موقع كينوبويسك (الروسية)